# Олми (Виченца)
Олми је насеље у Италији у округу Виченца, региону Венето.
Према процени из 2011. у насељу је живело 216 становника. Насеље се налази на надморској висини од 414 м.